# George Speight
George Speight (Ilikimi Naitini) (Naivicula, 1957) é um político fijiano, considerado um nacionalista linha-dura.
Foi o principal instigador do golpe de Estado de 2000, no qual foram raptados 36 membros do governo do país, incluindo o primeiro-ministro Mahendra Chaudhry, e retidos entre 19 de maio de 2000 e 13 de julho do mesmo ano. Está a cumprir pena de prisão perpétua pelo seu papel no derrube do governo constitucional.